# Karatalas
Karatalas são um instrumento de percussão indiano com formado de dois címbalos que produzem um som brilhante ao serem percutidos um com o outro.
Muitas vezes é utilizada dentro das tradições do hinduísmo para acompanhar kirtana ou sankirtan (a glorificação de uma divindade ou de Deus através da fala ou música). Eles são comumente utilizadas pelos devotos Hare Krishna quando se apresentam em público.
Embora muitas vezes confundidas com Zils ou címbalos de dedos, Karatalas possuem mais semelhanças com sinos, tendo uma constituição mais pesadas e produzindo um som mais puro.